# Bamses Venner
Bamses Venner foi  uma banda musical dinamarquesa que em 2003 completou trinta anos de carreira. Em 1980, quando representaram o seu país  no Festival Eurovisão da Canção 1980 com a canção Tænker altid på dig (Sempre a pensar  em ti, que sugere um homem a pensar noutro homem) era composto por: Flemming Banse Jørgensen (voz), Peter Brødker, Frank Thøgersen, Torben Fausø e Per Zeeberg. Bamses significa em dinamarquês: "urso de peluche" (alcunha de Flemming  e Bamses Venner, significa assim : "Amigos de Bamses"

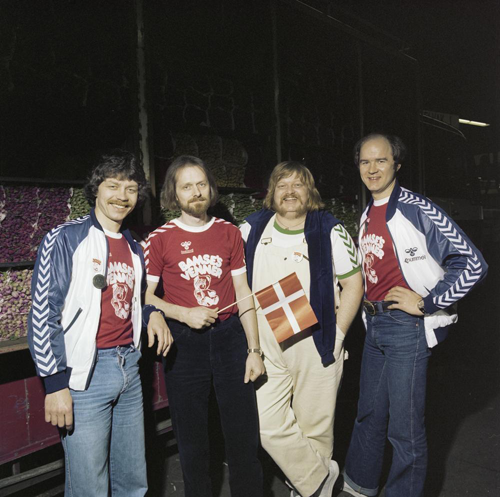
Bamses Venner numa fotografia para promover a sua participação no Festival Eurovisão da Canção 1980

Actualmente,  o grupo é formado  por: Peter Brødker, Frank Thøgersen, Torben Fausø e Jes Keisten. Este grupo cantava a maior parte das canções em dinamarquês. 
De referir que Flemming Bamse Jorgensen produziu uma carreira a solo, paralela ao grupo. Após a morte do vocalista, os restantes elementos da banda decidiram fazer uma paragem.

## Discografia
- Bamses Venner (1975)
- Mælk og vin (1976)
- Sutsko! (1977)
- Din sang (1977)
- B & V (1978)
- Solen skinner (1979)
- Sådan set (198o)
- Bamse life I (1980)
- Bamse life II (1980)
- Spor 8 (1981)
- Har du lyst (1983)
- Op og ned (1985)
- Rockcreme (1986)
- Lige nu! (1987)
- 1988 (1988)
- En helt almindelig mand (1989)
- 16 (1990)
- Lyseblå dage (1991)
- Forår (1992)
- Vidt omkring... (1993)
- Vidt omkring (1993)
- Lidt for mig selv (1994)
- Jul på vimmersvej (1995)
- Drenge (1996)
- Mig og mine Venner (1998)
- Brødrene Mortensens jul (1998)
- Stand by me (1999)
- For altid (2000)
- Always on my mind (2001)
- Rolig nu (2002)
- 30 af de bedst (2003)
- Be my guest (2005)
- Kysser dem vi holder a' (2006)